# Rácz László (labdarúgó, 1961)
Rácz László, Vaszilij Karlovics Rac (Nagyszőlős, 1961. március 25. –) szovjet válogatott magyar labdarúgó, bal oldali középpályás.

## Pályafutása

### Klubcsapatban
A kárpátaljai Fancsikán nőtt fel. 1972-ben kezdte a labdarúgást. Először a nagyszőlősi, majd a lembergi sportiskola növendéke volt. 1978 és 1980 között a Karpati Lvov, 1980–81-ben a Niva Vinnica labdarúgója volt. 1981-ben szerződött a Gyinamo Kijevhez. A kijevi csapattal négyszeres szovjet bajnok és szovjet kupagyőztes lett. Az 1985–86-os idényben a Kupagyőztesek Európa-kupáját megnyerő csapat tagja volt.
1991-ben a Ferencvároshoz igazolt, de eltitkolták, hogy egészségügyi problémái vannak. A Fradiban csak 7 bajnoki mérkőzésen szerepelt és egy gólt szerzett, de ezzel is az 1991–92-es bajnokcsapatnak a tagja lett. 1992-ben fejezte be az aktív labdarúgást.

### A szovjet válogatottban
1986 és 1990 között 48 alkalommal szerepelt a szovjet válogatottban és 5 gólt szerzett. Tagja volt az 1986-os mexikói és 1990-es olaszországi világbajnokságon részt vevő csapatnak. 1988-ban, az NSZK-ban megrendezett Európa-bajnokságon az ezüstérmes csapat tagja volt.

### Edzőként
Nem volt túl hosszú edzői pályája. 1996 és 1997 között a Ferencvárosnál volt másodedző, ezután 2007-ben ugyanezt a pozíciót töltötte be a Gyinamo Kijevnél, majd 2011-ben az Obolon Kijevnél előbb az U21-es csapat, majd a felnőttcsapat megbízott vezetőedzője volt, de egészségügyi okok miatt egy hónap után távozott.

## Sikerei, díjai

### Klubbal
FK Dinamo Kijiv
- Szovjet bajnokság
  - bajnok (4): 1981, 1985, 1986, 1990
  - ezüstérmes (2): 1982, 1988
  - bronzérmes (1): 1989
- Szovjet kupa
  - győztes (4): 1982, 1985, 1987, 1989
- Bajnokcsapatok Európa-kupája (BEK)
  - elődöntős (1): 1986–87
- Kupagyőztesek Európa-kupája (KEK)
  - győztes (1): 1985–86
  - negyeddöntős (1): 1990–91
- UEFA-szuperkupa
  - döntős (1): 1986

 Ferencváros
- Magyar bajnokság: 
  - bajnok (1): 1992

### Válogatottal
Szovjetunió
- Világbajnokság
  - nyolcaddöntős (1): 1986
- Európa-bajnokság
  - ezüstérmes (1): 1988

## Statisztika

### Góljai a szovjet válogatottban
| #  | Dátum             | Ellenfél      | Eredmény | Kiírás              | Esemény |
| -- | ----------------- | ------------- | -------- | ------------------- | ------- |
| 1. | 1986. június 5.   | Franciaország | 1 – 1    | vb-csoportkör       | 30' 53' |
| 2. | 1986. október 11. | Franciaország | 2 – 0    | Eb-selejtező        | 38' 77' |
| 3. | 1988. június 12.  | Hollandia     | 1 – 0    | Eb-csoportkör       | 53'     |
| 4. | 1989. február 21. | Bulgária      | 2 – 1    | barátságos mérkőzés | 56'     |